# Konstanty Leon Sosnowski
Konstanty Leon Sosnowski herbu Nałęcz (ur. przed 3 maja 1722, data śmierci nieznana) – duchowny rzymskokatolicki, członek zakonu paulinów, święcenia kapłańskie 29 marca 1755. Mianowany biskupem tytularnym Arethusa w Syria Secunda i sufraganem inflanckim (16 lutego 1767). Opuścił diecezję po pierwszym rozbiorze Polski. 16 czerwca 1780 zwolniony z obowiązków sufragana, proboszcz katedry łuckiej.